# El geógrafo (Vermeer)
El geógrafo es una pintura creada por el artista neerlandés Johannes Vermeer entre 1668 y 1669 (fecha representada en la obra, aunque se duda de su absoluta autenticidad), y se encuentra en la colección del Instituto Städel en Fráncfort del Meno. Esta es una de las únicas tres pinturas de Vermeer firmadas y fechadas (las otras dos son El astrónomo, hoy en el Louvre, y La alcahueta)

## Descripción

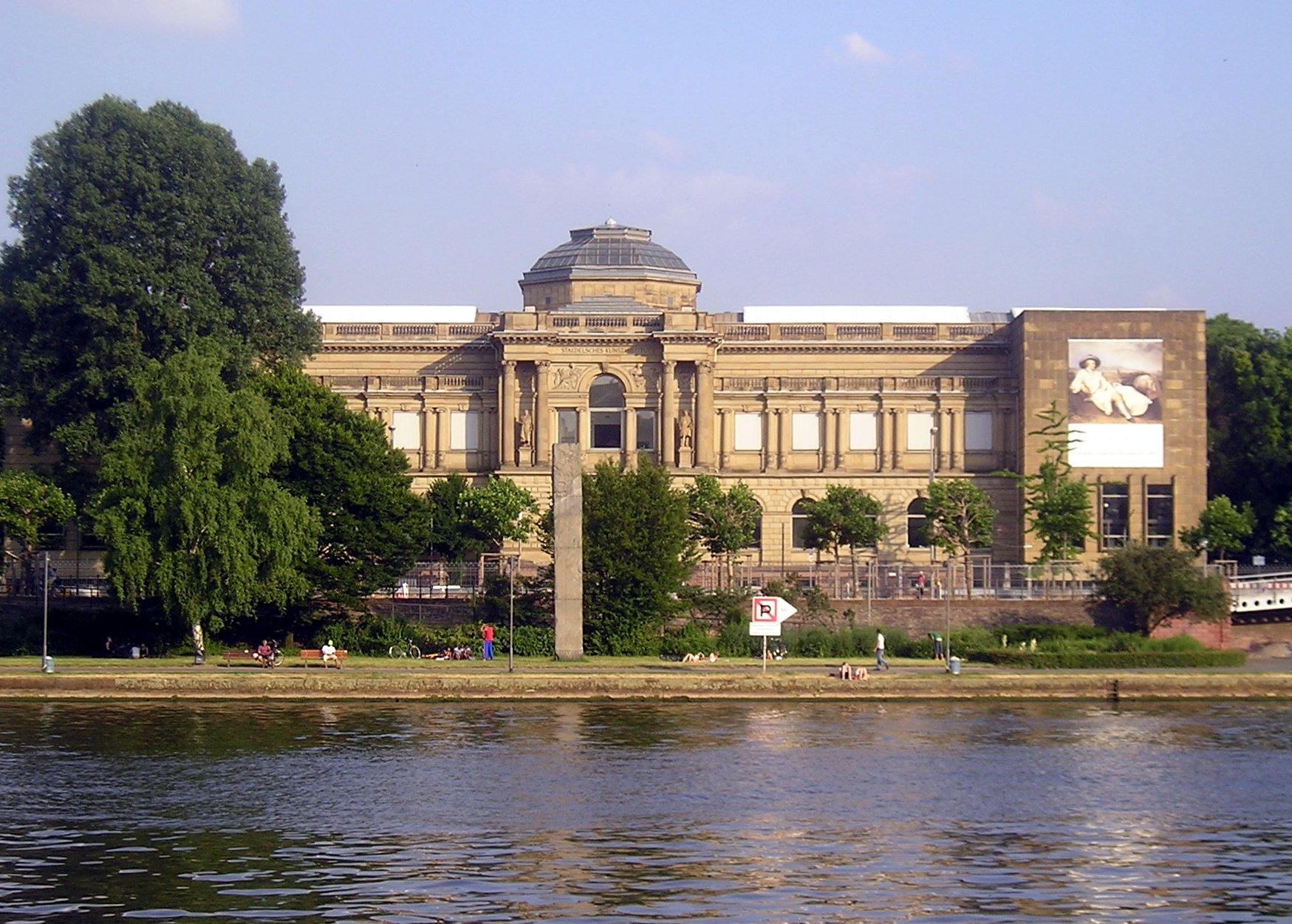
Instituto Städel, museo de arte donde se encuentra el cuadro.

Aunque está por identificar con total seguridad, el modelo pudiera ser Anton van Leeuwenhoek (1632-1723), comerciante y científico de Delft, más conocido por sus trabajos en la entonces incipiente microbiología. El geógrafo, vestido con una túnica de estilo japonés, entonces popular entre los estudiosos, se muestra como una persona excitada por la investigación intelectual, con una actitud activa, que se refuerza con la presencia de mapas, cartas, un globo terráqueo y libros.
Con un compás en su mano derecha, mira a través de la ventana de la que procede la luz que invade el cuarto, como si fuera la inspiración que le ilumina el rostro.
La obra es un excelente ejemplo del dominio de la óptica por Vermeer, como se puede apreciar en el uso de la perspectiva y los claroscuros.